# 張馳杰

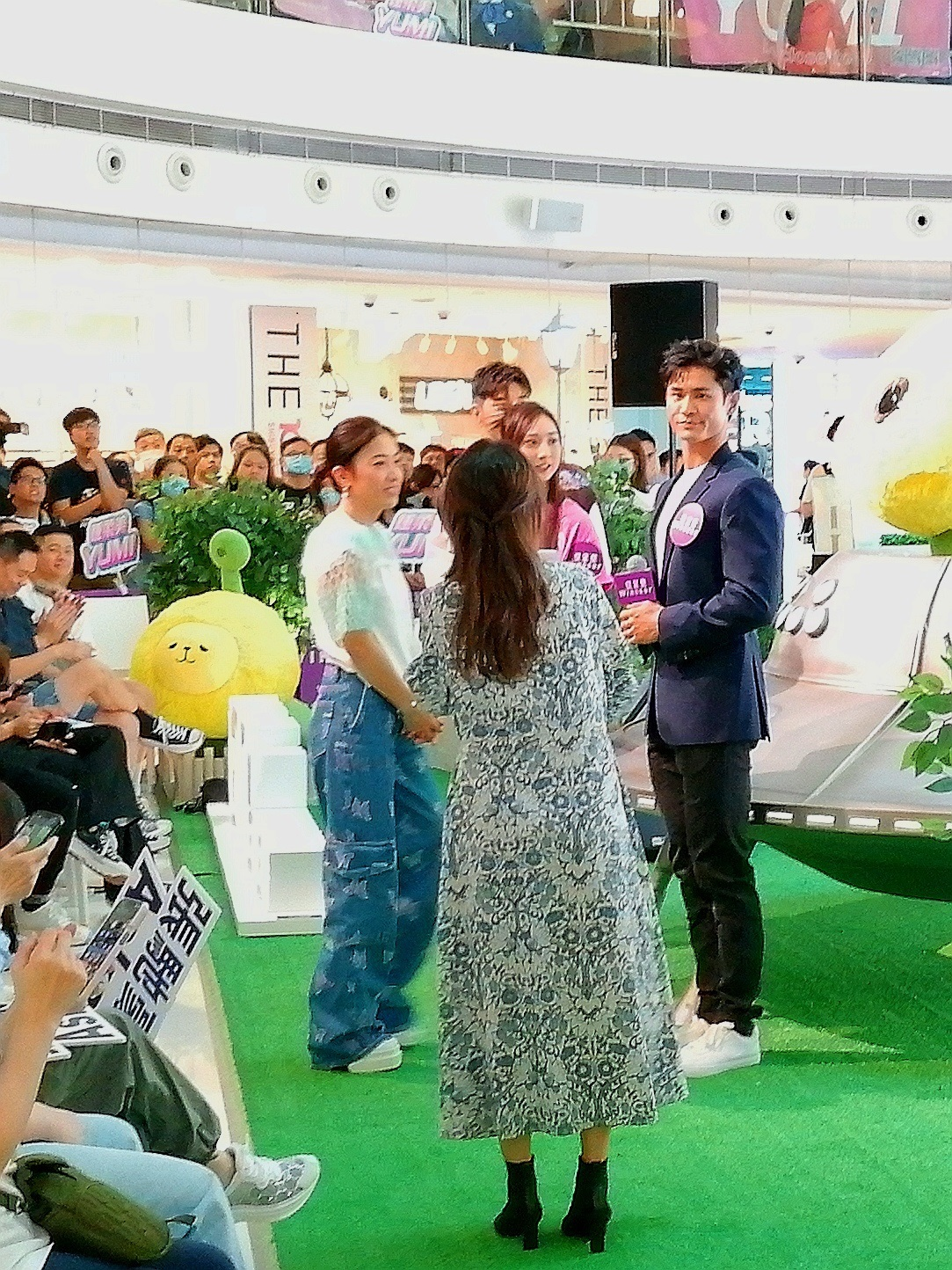
張馳杰（右一）和他的哥哥張馳豪（後排）一同於皇室堡商場出席活動（2023年）

張馳杰，是香港的健身教練及模特兒，亦為《2023年度全球先生競選》的亞軍得主，其胞兄為無綫電視經理人合約藝員張馳豪。2019年，張馳杰從聖地牙哥加利福尼亞大學畢業。

## 外部連結
- 張馳杰的Instagram帳戶